# Austropeltum
Austropeltum is een monotypisch geslacht van korstmossen behorend tot de familie Sphaerophoraceae. Het bevat alleen Austropeltum glareosum.